# Greg Norman
Pour les articles homonymes, voir Norman et Great White.
Greg Norman, né le 10 février 1955 à Mount Isa dans le Queensland, est un golfeur australien qui devient un joueur professionnel en 1976 et remporte sa première grande compétition, l’Open de France, en 1980.
Surnommé le grand requin blanc, il ne compte que deux tournois majeurs à son palmarès, deux British Open de golf remportés en 1986 et 1993. Il a pourtant été numéro un mondial pendant 331 semaines durant les années 80 et 90.
Il a eu la malchance de voir ses adversaires réussir des coups impossibles comme sur une sortie de bunker à l'USPGA de 1986 par Bob Tway ou sur une approche de 45 yards en 1987 lors du Masters de golf. Mais il a également gâché de nombreuses occasions comme lors de l'édition 1996 du Masters lorsqu'il perd le tournoi de 5 coups au profit de Nick Faldo, alors qu'il avait 6 coups d'avance au soir du 3e tour.
Il est considéré comme l'un des meilleurs frappeurs de l'histoire avec Jack Nicklaus, mais les progrès de la technologie et l'avènement du driveur métallique, qui permettent des drive plus longs et plus précis, ont considérablement réduit sa domination.
En juillet 2008, il épouse en secondes noces la championne de tennis américaine Chris Evert, mais ils divorcent dès l'année suivante.

## Palmarès
- Majeurs
  - British Open de golf 1986 et 1993